# Llista de monuments de Lliçà d'Amunt
Llista de monuments de Lliçà d'Amunt inclosos en l'Inventari del Patrimoni Arquitectònic Català per al municipi de Lliçà d'Amunt (Vallès Oriental). Inclou els inscrits en el Registre de Béns Culturals d'Interès Nacional (BCIN) amb la classificació de monuments històrics i els Béns Culturals d'Interès Local (BCIL) de caràcter arquitectònic.
| Monument                               | Protecció | Estil/època                          | Localització                                                                              | Coordenades                                          | Codi?     | Imatge |
| -------------------------------------- | --------- | ------------------------------------ | ----------------------------------------------------------------------------------------- | ---------------------------------------------------- | --------- | --- |
| Ca l'Artigues de la Serra              | BCIL 2018 | Obra popular, gòtic tardà XVI, XIX   | Lliçà d'Amunt C. de l'Artigues, 38                                                        | 41° 37′ 09″ N, 2° 12′ 49″ E / 41.61912°N,2.21358°E   | IPA-29026 | Ca l'Artigues de la Serra (Lliçà d'Amunt) · Vegeu més fotos d'aquest monument · Carregueu una nova foto d'aquest monument             |
| Església de Sant Julià                 | BCIL 2018 | Romànic, gòtic tardà XI, XVI         | Lliçà d'Amunt C. Mossèn Blancafort, 1                                                     | 41° 36′ 39″ N, 2° 14′ 17″ E / 41.61091°N,2.23813°E   | IPA-29028 | Església de Sant Julià (Lliçà d'Amunt) · Vegeu més fotos d'aquest monument · Carregueu una nova foto d'aquest monument                |
| La Torre del Pla                       |           | Obra popular XVIII, XIX              | Lliçà d'Amunt Ctra. de Parets, km 8, a 100 m                                              | 41° 37′ 18″ N, 2° 14′ 22″ E / 41.62165°N,2.23936°E   | IPA-29030 | La Torre del Pla (Lliçà d'Amunt) · Vegeu més fotos d'aquest monument · Carregueu una nova foto d'aquest monument                      |
| Can Carrera                            |           | Obra popular XVII                    | Lliçà d'Amunt Zona del cementiri                                                          | 41° 37′ 01″ N, 2° 14′ 04″ E / 41.61691°N,2.23448°E   | IPA-29031 | Can Carrera (Lliçà d'Amunt) · Vegeu més fotos d'aquest monument · Carregueu una nova foto d'aquest monument                           |
| Can Comes                              | BCIL 2018 | Obra popular, gòtic tardà XVII       | Lliçà d'Amunt Ctra. C-1415, km 8, a 500 m                                                 | 41° 37′ 05″ N, 2° 14′ 54″ E / 41.61803°N,2.24836°E   | IPA-29032 | Can Comes (Lliçà d'Amunt) · Vegeu més fotos d'aquest monument · Carregueu una nova foto d'aquest monument                             |
| Can Coscó                              | BCIL 2018 | Obra popular XVI                     | Lliçà d'Amunt                                                                             | 41° 36′ 15″ N, 2° 12′ 45″ E / 41.60429°N,2.21257°E   | IPA-29033 | Can Coscó (Lliçà d'Amunt) · Vegeu més fotos d'aquest monument · Carregueu una nova foto d'aquest monument                             |
| Can Feu                                | BCIL 2018 | Obra popular, gòtic XVI, XVIII       | Lliçà d'Amunt Barri del Rieral                                                            | 41° 37′ 50″ N, 2° 14′ 26″ E / 41.63051°N,2.24059°E   | IPA-29034 | Can Feu (Lliçà d'Amunt i Santa Eulàlia de Ronçana) · Vegeu més fotos d'aquest monument · Carregueu una nova foto d'aquest monument    |
| Can Pujal                              |           | Obra popular XVII                    | Lliçà d'Amunt Ctra. de Lliça a Santa Eulàlia                                              | 41° 37′ 25″ N, 2° 14′ 05″ E / 41.62357°N,2.2346°E    | IPA-29035 | Can Pujal (Lliçà d'Amunt) · Vegeu més fotos d'aquest monument · Carregueu una nova foto d'aquest monument                             |
| Can Ros                                |           | Obra popular XVI                     | Lliçà d'Amunt                                                                             | 41° 38′ 01″ N, 2° 13′ 41″ E / 41.63362°N,2.22817°E   | IPA-29036 | Can Ros (Lliçà d'Amunt) · Vegeu més fotos d'aquest monument · Carregueu una nova foto d'aquest monument                               |
| Can Bosch                              | BCIL 2018 | Obra popular XVII                    | Lliçà d'Amunt Urbanització de Can Bosch                                                   | 41° 36′ 50″ N, 2° 13′ 44″ E / 41.614027°N,2.228869°E | IPA-29037 | Can Bosch (Lliçà d'Amunt) · Vegeu més fotos d'aquest monument · Carregueu una nova foto d'aquest monument                             |
| Can Lledó                              |           | Obra popular XVIII                   | Lliçà d'Amunt Ctra. Parets-Bigues, km 2, Urbanització de Can Lledó                        | 41° 35′ 07″ N, 2° 12′ 21″ E / 41.58527°N,2.20573°E   | IPA-29038 | Can Lledó (Lliçà d'Amunt) · Vegeu més fotos d'aquest monument · Carregueu una nova foto d'aquest monument                             |
| Can Moncau                             | BCIL 2018 | Obra popular, gòtic tardà XVI        | Lliçà d'Amunt                                                                             | 41° 36′ 00″ N, 2° 15′ 14″ E / 41.60012°N,2.254°E     | IPA-29039 | Can Moncau (Lliçà d'Amunt) · Vegeu més fotos d'aquest monument · Carregueu una nova foto d'aquest monument                            |
| Ca l'Orlau                             | BCIL 2018 | Obra popular                         | Lliçà d'Amunt Barri de Can Moncau                                                         | 41° 35′ 52″ N, 2° 15′ 09″ E / 41.59771°N,2.25253°E   | IPA-29041 | Ca l'Orlau (Lliçà d'Amunt) · Vegeu més fotos d'aquest monument · Carregueu una nova foto d'aquest monument                            |
| Can Salgot                             | BCIL 2018 | Obra popular XVI-XVII                | Lliçà d'Amunt Pg. de Can Salgot, 24                                                       | 41° 35′ 31″ N, 2° 12′ 31″ E / 41.59201°N,2.20859°E   | IPA-29042 | Can Salgot (Lliçà d'Amunt) · Vegeu més fotos d'aquest monument · Carregueu una nova foto d'aquest monument                            |
| Can Palaudàries                        | BCIL 2018 | Obra popular, gòtic tardà XV         | Lliçà d'Amunt Palaudàries                                                                 | 41° 36′ 28″ N, 2° 12′ 00″ E / 41.6079°N,2.20004°E    | IPA-29043 | Can Palaudàries (Lliçà d'Amunt) · Vegeu més fotos d'aquest monument · Carregueu una nova foto d'aquest monument                       |
| Església de Sant Esteve de Palaudàries | BCIL 2018 | Obra popular, gòtic tardà XVI, XVIII | Lliçà d'Amunt Can Palaudàries                                                             | 41° 36′ 28″ N, 2° 12′ 01″ E / 41.607778°N,2.200278°E | IPA-29044 | Sant Esteve de Palaudàries (Lliçà d'Amunt) · Vegeu més fotos d'aquest monument · Carregueu una nova foto d'aquest monument            |
| Església de Sant Valerià de Roberts    | BCIL 2018 | Obra popular XVI, XVIII              | Lliçà d'Amunt C. Mercé Rodoreda, Palaudàries                                              | 41° 36′ 15″ N, 2° 12′ 46″ E / 41.60423°N,2.21264°E   | IPA-29045 | Església de Sant Valerià de Roberts (Lliçà d'Amunt) · Vegeu més fotos d'aquest monument · Carregueu una nova foto d'aquest monument   |
| Can Puig                               | BCIL 2018 | Obra popular XII                     | Lliçà d'Amunt C. Costa de can Puig, barri de la Sagrera                                   | 41° 36′ 43″ N, 2° 14′ 16″ E / 41.61181°N,2.23775°E   | IPA-29046 | Can Puig (Lliçà d'Amunt) · Vegeu més fotos d'aquest monument · Carregueu una nova foto d'aquest monument                              |
| Ca l'Amell Gros                        | BCIL 2018 | Obra popular                         | Lliçà d'Amunt Barri de Santa Justa                                                        | 41° 37′ 41″ N, 2° 14′ 49″ E / 41.62794°N,2.24694°E   | IPA-29047 | Ca l'Amell Gros (Lliçà d'Amunt) · Vegeu més fotos d'aquest monument · Carregueu una nova foto d'aquest monument                       |
| Capella de Santa Justa i Santa Rufina  | BCIL 2018 | Romànic XI, XVI                      | Lliçà d'Amunt Ctra. C-1415, km 8, a 100 m, prop de Ca l'Amell Gros                        | 41° 37′ 32″ N, 2° 14′ 54″ E / 41.62547°N,2.24826°E   | IPA-29048 | Capella de Santa Justa i Santa Rufina (Lliçà d'Amunt) · Vegeu més fotos d'aquest monument · Carregueu una nova foto d'aquest monument |
| Capella de Sant Baldiri                | BCIL 2018 | Obra popular XVIII                   | Lliçà d'Amunt C. Francesc Macià, barri de Sant Baldiri                                    | 41° 36′ 25″ N, 2° 14′ 09″ E / 41.60687°N,2.23585°E   | IPA-29049 | Capella de Sant Baldiri (Lliçà d'Amunt) · Vegeu més fotos d'aquest monument · Carregueu una nova foto d'aquest monument               |
| Masia de Ca Oliveres                   | BCIL 2008 | XIX (1872)                           | Lliçà d'Amunt C. Castelló de la Plana, 11                                                 | 41° 37′ 00″ N, 2° 14′ 17″ E / 41.61669°N,2.23817°E   | IPA-38225 | Masia de Ca Oliveres (Lliçà d'Amunt) · Vegeu més fotos d'aquest monument · Carregueu una nova foto d'aquest monument                  |
| Ca l'Artigues del Pla                  |           | Obra popular XX                      | Lliçà d'Amunt C. Anselm Clavé, 147                                                        | 41° 36′ 47″ N, 2° 14′ 17″ E / 41.61318°N,2.23797°E   | IPA-45966 | Carregueu una nova foto d'aquest monument                                                                                             |
| Ca l'Estapé                            |           | Obra popular XIV, XVII, XX           | Lliçà d'Amunt C. Emili Sala, 1                                                            | 41° 36′ 31″ N, 2° 13′ 20″ E / 41.60873°N,2.22214°E   | IPA-45967 | Carregueu una nova foto d'aquest monument                                                                                             |
| Can Ballestà                           | BCIL 2018 | Obra popular XVI                     | Lliçà d'Amunt                                                                             | 41° 37′ 42″ N, 2° 13′ 31″ E / 41.62832°N,2.22524°E   | IPA-45968 | Carregueu una nova foto d'aquest monument                                                                                             |
| Can Francí                             | BCIL 2018 | Obra popular, gòtic XVI-XVII, XIX-XX | Lliçà d'Amunt C. Doctor Bonet, 15-21                                                      | 41° 36′ 34″ N, 2° 14′ 24″ E / 41.60945°N,2.24011°E   | IPA-45969 | Carregueu una nova foto d'aquest monument                                                                                             |
| Ca la Miquela                          |           | Obra popular XVII-XIX                | Lliçà d'Amunt Polígon Molí d'en Fonolleda                                                 | 41° 36′ 09″ N, 2° 14′ 31″ E / 41.60239°N,2.24199°E   | IPA-45970 | Carregueu una nova foto d'aquest monument                                                                                             |
| Can Carena                             |           | Obra popular XVI-XVIII               | Lliçà d'Amunt Camí de Vallcanera                                                          | 41° 37′ 32″ N, 2° 12′ 48″ E / 41.62559°N,2.21334°E   | IPA-45971 | Carregueu una nova foto d'aquest monument                                                                                             |
| Can Genís                              |           | Obra popular                         | Lliçà d'Amunt Camí de Peritxo - camí de ca l'Orlau                                        | 41° 36′ 18″ N, 2° 15′ 06″ E / 41.60488°N,2.25153°E   | IPA-45972 | Carregueu una nova foto d'aquest monument                                                                                             |
| Can Dunyó                              |           | Obra popular XVII, XX                | Lliçà d'Amunt Barri de can Montcau                                                        | 41° 35′ 59″ N, 2° 14′ 55″ E / 41.59959°N,2.24870°E   | IPA-45973 | Carregueu una nova foto d'aquest monument                                                                                             |
| Can Pasqual i capella annexa           | BCIL 2018 | Obra popular                         | Lliçà d'Amunt Ctra. de Palaudàries                                                        | 41° 35′ 44″ N, 2° 12′ 06″ E / 41.59547°N,2.20171°E   | IPA-45974 | Carregueu una nova foto d'aquest monument                                                                                             |
| Can Marlès                             | BCIL 2018 | Obra popular XVIII                   | Lliçà d'Amunt Barri de Can Merlès, 12                                                     | 41° 36′ 39″ N, 2° 15′ 02″ E / 41.61075°N,2.25065°E   | IPA-45975 | Carregueu una nova foto d'aquest monument                                                                                             |
| El Pinar                               |           | Obra popular XIX                     | Lliçà d'Amunt Ctra. de Parets a Bigues, 25                                                | 41° 37′ 45″ N, 2° 14′ 04″ E / 41.62917°N,2.23454°E   | IPA-45977 | Carregueu una nova foto d'aquest monument                                                                                             |
| Can Torres                             | BCIL 2018 | Obra popular, gòtic tardà            | Lliçà d'Amunt Final c. camí de Palaudàries                                                | 41° 36′ 32″ N, 2° 11′ 53″ E / 41.60889°N,2.19808°E   | IPA-45978 | Carregueu una nova foto d'aquest monument                                                                                             |
| Can Guadanya                           |           | Obra popular XVII                    | Lliçà d'Amunt C. de la Fàbrica, 3                                                         | 41° 36′ 23″ N, 2° 14′ 34″ E / 41.60642°N,2.24271°E   | IPA-45979 | Carregueu una nova foto d'aquest monument                                                                                             |
| Molí d'en Comes                        |           | Obra popular XIII, XIX, XX           | Lliçà d'Amunt Ctra. de Caldes a Granollers                                                | 41° 37′ 35″ N, 2° 14′ 30″ E / 41.62646°N,2.24173°E   | IPA-45980 | Carregueu una nova foto d'aquest monument                                                                                             |
| La Torre de Cal Manent                 | BCIL 2018 | Noucentisme XIX                      | Lliçà d'Amunt Camí de can Manent, des de la ctra. de Palaudàries, a l'altura de can Lledó | 41° 35′ 02″ N, 2° 12′ 11″ E / 41.58402°N,2.20298°E   | IPA-45981 | Carregueu una nova foto d'aquest monument                                                                                             |
| Can Rovira                             |           | Obra popular XVI                     | Lliçà d'Amunt                                                                             | 41° 35′ 51″ N, 2° 11′ 45″ E / 41.59741°N,2.19581°E   | IPA-45982 | Carregueu una nova foto d'aquest monument                                                                                             |
| Can Ramon                              |           | Obra popular XIX                     | Lliçà d'Amunt                                                                             | 41° 36′ 37″ N, 2° 14′ 46″ E / 41.61037°N,2.24611°E   | IPA-45983 | Carregueu una nova foto d'aquest monument                                                                                             |
| Can Xicota                             |           | Obra popular XIII-XVI, XX            | Lliçà d'Amunt                                                                             | 41° 36′ 56″ N, 2° 14′ 59″ E / 41.61560°N,2.24968°E   | IPA-45984 | Carregueu una nova foto d'aquest monument                                                                                             |
| Hostal de l'Arengada, Cal Nan          |           | Obra popular XIX                     | Lliçà d'Amunt Ctra. de Caldes                                                             | 41° 37′ 54″ N, 2° 13′ 31″ E / 41.63171°N,2.22523°E   | IPA-45985 | Carregueu una nova foto d'aquest monument                                                                                             |
| Aqüeducte de Can Xicota                |           |                                      | Lliçà d'Amunt                                                                             |                                                      | IPA-52960 | Carregueu una nova foto d'aquest monument                                                                                             |